# Schliersee (stacja kolejowa)
Schliersee (niem: Bahnhof Schliersee) – stacja kolejowa w Schliersee, w kraju związkowym Bawaria, w Niemczech. Jest to stacja czołowa, położona na linii łączącej Monachium z Bayrischzell. Stacja funkcjonuje od 1 sierpnia 1869 i jest obsługiwana przez pociągi Bayerische Oberlandbahn co godzinę. Według DB Station&Service ma kategorię 6. 

## Linie kolejowe
- Linia Holzkirchen – Schliersee
- Linia Schliersee – Bayrischzell

## Połączenia
| Linia | Trasa                                                 | Takt     |
| ----- | ----------------------------------------------------- | -------- |
| BOB   | München Hbf – Holzkirchen – Schliersee – Bayrischzell | godzinny |